# Рикошет

Удар рикошетом бильярдного шара от стенки

Рикошет (фр. ricochet) — отражённое движение какого-либо тела (чаще всего пули, снаряда или камня), ударившегося о поверхность либо преграду под небольшим углом к поверхности. Преградой/поверхностью может быть и поверхность воды.
Вид детской игры: бросание плоских камней по поверхности воды.
Часто встречающийся шашечный удар, механизм которого напоминает бильярдный.
Применение рикошета:
- Военное дело
- Бильярд (карамболь, абриколь)
- Блинчики (развлечение) и т. д.